# Daria’s Inferno
Daria's Inferno (рус. Ад Дарьи) — приключенческая компьютерная игра по мотивам американского мультипликационного сериала Дарья. Игра разработана компанией Hypnotix и издана Simon & Schuster в 2000 году.

## Обзор игры
Дарья засыпает во время урока литературы, когда мистер О’Нил рассказывает о Божественной комедии Данте. Цель игры — проснуться, для этого нужно пройти 5 кругов Ада, решая головоломки и попутно разыскивая потерянные школьные вещи. Действие игры происходит в вымышленном городе Лондейл, игрок управляет Дарьей Моргендорфер. Персонажей в игре озвучивали те же люди, что и в сериале. В игре в том или ином виде присутствует большинство второстепенных персонажей сериала.

## Оценки
Игра получила смешанные отзывы. На сайте GameRankings с учётом нескольких рецензий игра имеет средний балл 50.00%. Сайт AG.ru дал игре 60%.